# 金子美鈴
金子美铃（日语：／ Kaneko Misuzu，1903年4月11日—1930年3月10日），本名金子照（金子 テル），是大正末期與昭和初期活跃于日本儿童文学界的童谣诗人。

## 生平
金子美铃出生于日本山口县大津郡仙崎村（现长门市仙崎）。大正十二年（1923年），金子美铃在西条八十主办的《童话》杂志上发表了《鱼满仓》，自此进入文坛。她的作品里经常歌咏故乡美丽的景物和生活，洋溢着绚丽的幻想。西条八十赞赏她＂整个诗作包裹在一种温暖轻柔的情怀之中＂。之后的几年金子美铃发表了大量的童谣，受到日本各地读者的欢迎。
大正十五年（1926年）金子美铃结婚，婚后夫妻不和，她丈夫禁止她继续创作童谣和发表文章，在当时的社会风俗下她只能接受。昭和四年（1929年）她寄出自己最后的手写诗集，从此中断了创作生涯。之后的一年里她与心爱的女儿为伴，开始写《南京玉》，记下女儿的有趣童语。1930年金子美铃与品行不端的丈夫离婚，离婚条件只有一个，那就是女儿由自己抚养。丈夫曾一度答应，但后来又多次写信逼迫要女儿，金子美铃只能以死抗争，服安眠药自殺，去世时年仅26岁。由於創作生涯短暫，作品一度被世人遗忘。
童谣童话诗人矢崎节夫在1966年读到了金子美铃的作品《鱼满仓》，自此开始了对她著作的寻找。十余年后她联系到了金子美铃的弟弟，发现了她留下的三卷手抄本，内有五百余首童谣诗。1984年，在矢崎节夫的促成下，《金子美铃全集》出版，即刻受到瞩目，并广为流传。迄今为止，金子美铃的多首代表作被收录于日本的中小学国语教科书以及参考书。其作品已有已有包括中文在内的英、法、德、波兰、锡克、尼泊尔、韩、蒙古等十种语言的版本。

## 紀念
在金子美鈴的故鄉山口縣長門市，設有金子美鈴紀念館，於2003年開館。

## 作品
- 收錄有30首作品的中譯本《星星和蒲公英》，由李敏勇翻譯，朱美静繪圖，台灣台北方智出版（2001年1月），ISBN 978-957-679-745-3
- 收錄有142首作品的中譯本《向着明亮那方》，由吴菲翻譯，苏打繪圖，中國北京新星出版社出版（2007年1月），ISBN 978-7-80225-229-5
- 收錄有180余首作品的中譯本《向着明亮那方》，由吴菲翻譯，苏打繪圖，中國北京新星出版社出版（2009年1月），ISBN 978-7-80225-580-7
- 收錄有180余首作品的中譯本《金子美铃物语》，由吴菲翻譯，苏打繪圖，配以竹久梦二插图，金子美铃小传。中國北京新星出版社出版（2012年10月），ISBN 978-7-51330-344-6
- 收錄有240首作品的中譯本《星星和蒲公英》（日本儿童文学大师系列之一），由吴菲翻譯中國北京新星出版社出版（2012年8月），ISBN 978-7-51330-814-4
- 收錄一生512首诗作的中譯本《金子美铃全集》，由田原翻譯，中國雅眾文化出品，中信出版社出版（2018-7），ISBN 978-7-50867-652-4

## 外部連結
- （日語）金子みすゞ紀念館 （页面存档备份，存于）金子美铃纪念馆。位于日本山口县长门市。馆长矢崎节夫。
- （日語）JULA出版局 （页面存档备份，存于） 出版金子美铃诗作的出版社。
- （日語）金子みすゞ （页面存档备份，存于） 山口县的《長周新聞》报社介绍金子美铃的网页。